# Confrérie

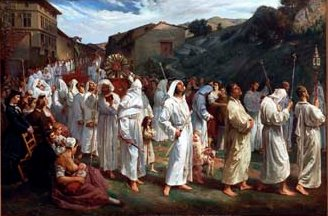
Procession de la confrérie des Pénitents blancs d'Avignon, par Pierre Grivolas.

Les confréries sont, à l'origine et dans le monde occidental, des groupements de laïcs chrétiens fondés en vue de favoriser une entraide fraternelle ou pour animer et développer une tradition religieuse spécifique. Cette forme d'association à base religieuse et à but profane remonte à l'Antiquité, et prend un grand développement dans les nations chrétiennes au Moyen Âge. Elles existent aussi, ailleurs, dans le monde et en particulier en Afrique sub-saharienne.
Les confréries religieuses et charitables, associées à la vie des paroisses et dépendantes du clergé, avaient interdiction de faire du commerce, de vendre des prestations ou de forcer à les payer, et leurs ressources provenaient exclusivement de dons volontaires, de legs, de quêtes. Pour cela, elles organisaient des spectacles qui étaient suivis de quêtes, et certaines obtenaient le droit d'organiser des loteries.
En France, il y avait un très grand nombre de confréries, certaines très anciennes, qui furent regroupées et réorganisées plusieurs fois par les rois, particulièrement sous Louis XIV lors de la création de l'Hôpital général. Elles furent toutes abolies au moment de la Révolution française, par un décret en date du 18 août 1792, qui abolissait en outre les congrégations religieuses dont les biens furent confisqués et vendus biens nationaux.
En Espagne, il subsiste de nombreuses confréries (cofradias ou hermandad) perpétuant une tradition religieuse, tout comme en Italie (confraternite) ou en Belgique (La Confrérie du Saint-Sang, par exemple).
La confrérie est parfois présidée par un maître et lorsqu'elle est importante par un grand maître.

## Histoire

### En Occident[pasclair]
Les confréries des métiers sont des institutions de tradition romaine. Déjà le roi Numa rangea, en effet, tous les artisans de Rome en autant de confréries qu'il y avait de professions dans la ville; elles avaient chacune un dieu de l’antiquité pour patron[source insuffisante]. Les lois de Justinien en font mention : elles défendent aux confréries des métiers d’avoir d’autre objet que l’exercice des principes religieux et le soulagement des pauvres. Les confréries françaises des métiers étaient des œuvres toutes de charité et d'assistance, dont faisaient partie tous les gens du métier. Chacune de ces associations était une sorte de société religieuse de secours mutuels, alimentée surtout par les amendes, les parts de droits d’entrée, d’apprentissage, les dons volontaires. Elle secourait les orphelins, les vieillards pauvres, les veuves et au besoin, faisait les frais des mariages et des funérailles.
Les confréries de métier ont été par la suite des groupements constitués à la fin du Moyen Âge (XIVe et XVe siècles en général) dans le cadre des diverses manifestations de la solidarité entre égaux qui tendait à remplacer les liens de protection caractéristiques de l'époque féodale.
Les confréries se différencient des communautés de métiers, appelées aussi corporations par plusieurs aspects :
- leur caractère religieux : les confréries avaient pour patron un saint, avec un but spirituel, tandis que les communautés de métier étaient purement profanes, organisées par l'autorité laïque, avec un but économique et politique ;
- un recrutement non exclusif (même une confrérie dite « de métier » ne se limite pas aux membres de son métier). Voir les confréries d'artisans, par exemple, appelées dans le passé guildes, ou corporations ;
- une primauté du lien sur le cadre. Là où la communauté de métier forme une universitas structurant un corps social, la confrérie relie avant tout des individus entre eux ;
- un rôle essentiel du processus d'intercession. La confrérie médiévale n'a pas pour vocation de promouvoir le culte chrétien (ce rôle lui sera dévolu à la période moderne). Par contre, les confrères accomplissent une pratique religieuse plus ou moins régulière ayant pour « but » d'obtenir l'intercession du saint patron de la confrérie. L'avantage de la prière confraternelle sur la pratique solitaire est que la somme des prières de tous les confrères bénéficie individuellement à chaque confrère. On peut en citer quelques-unes : Confrérie de la Passion, Confrérie des Charitables de Saint-Éloi et plus récemment Confrérie de charité.

### En France

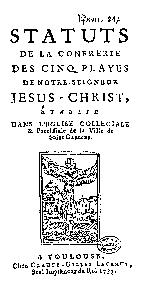
Page de garde du livre "Statuts de la Confrérie des cinq playes de Notre-Seigneur Jésus-Christ" (de Saint-Gaudens) publié à Toulouse en 1737.

#### Confréries catholiques
Les confréries catholiques se développent après le Concile de Trente, et principalement au XVIIe siècle, soutenues par les dévôts et les Dominicains dans le but d'instituer un ordre moral rigoureux.
Elles s'incrustent dans l'Église comme de véritables "États dans l'État", disposent d'une chapelle qui leur est réservée (souvent avec un retable remarquable, par exemple) et sont propriétaires de leurs objets liturgiques, ont leurs propres statuts juridiques (distincts de ceux des fabriques dont elles sont indépendantes). Les principales sont les conféries du Rosaire et les Compagnies du Saint-Sacrement ; d'autres existent, par exemple la "Confrérie des cinq plaies de Jésus-Christ" et de nombreuses autres : confréries de Notre-Dame de Délivrance, Notre-Dame du Bon-Pasteur, Notre-Dame de la Consolation, de Notre-Dame des Sept-Douleurs, de l'Immaculée Conception, du Scapulaire, de la Pureté de la Vierge, du Corps du Christ, du Sacré-Cœur, de la Sainte-Croix, de Saint-Joseph, de Saint-Roch, de Sainte-Marie-Madeleine, etc..

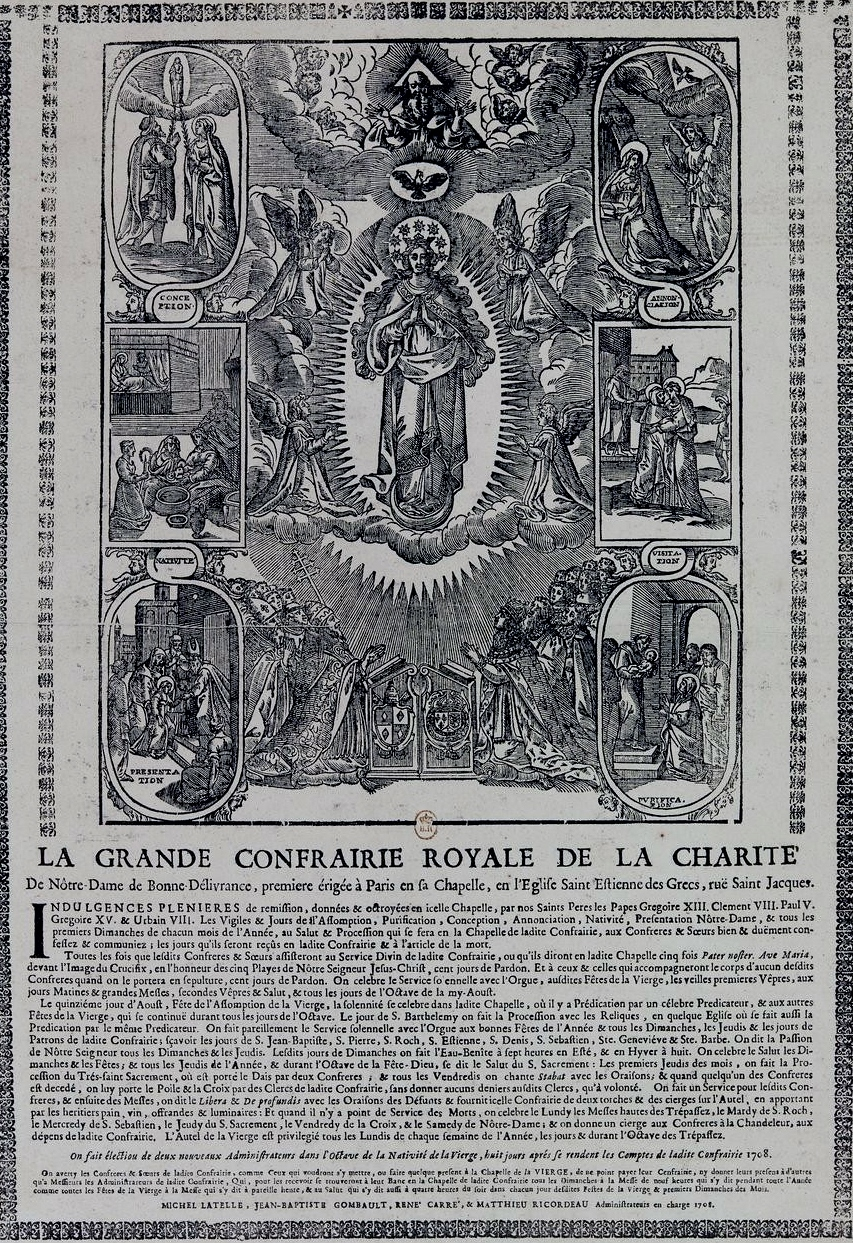
La Grande confrérie royale de la charité de Notre-Dame-de-Bonne-Délivrance à Paris (estampe de Jean Papillon, 1666).
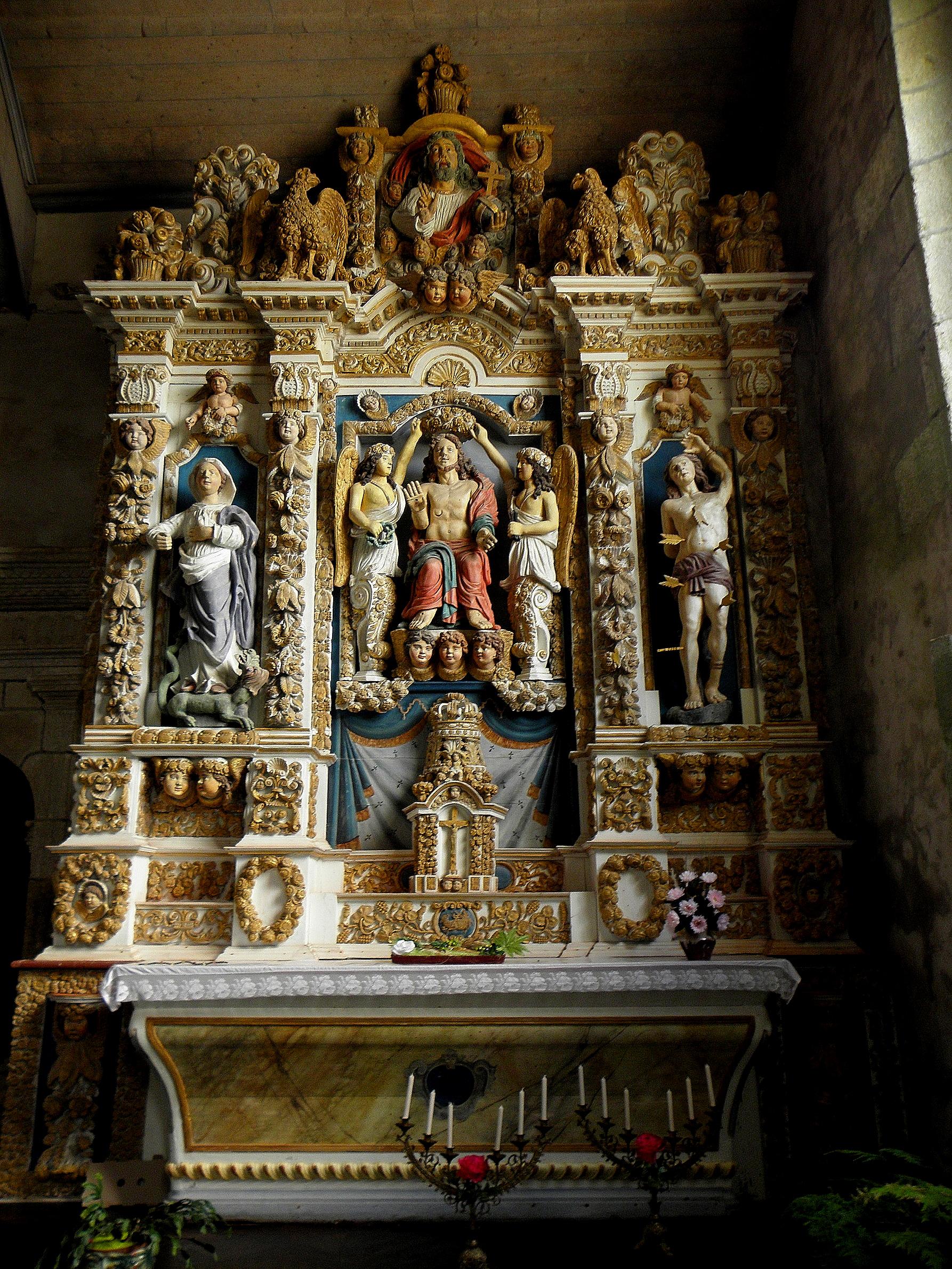
Enclos paroissial de Commana : église Saint-Derrien, le retable des Cinq Plaies.

#### Regain français
Dans les années 1950 commence grâce au tourisme une volonté de remettre les terroirs français en valeur, qui se traduit par un regain d’intérêt pour le tradition française culinaire et agricole au travers des confréries.

### Dans le monde musulman
Les confréries musulmanes ont souvent popularisé deux notions : l'amour mystique de Dieu (Allah) et le culte des saints. Voir Confréries soufies, zaouïa, et aussi confréries musulmanes en Afrique de l'Ouest, bektachi, chadhili, yesevis, derviche, séfévides.

### Dans le rite israélite
- La « Société du dernier devoir » (Hevra kaddisha), instituée en France à l'époque contemporaine, est une société librement structurée mais assez organisée et fermée, faisant office de pompes funèbres, composée de membres juifs qui s'occupent de préparer les corps des défunts juifs conformément aux rites de la loi juive (Halakha) et veillent à ce qu'ils ne soient pas désécrés (volontairement ou non) jusqu'à l'enterrement.

## Anciennes confréries

### Confréries de métier
Parmi les nombreuses confréries de métier, les gildes ou guildes de Saint-Luc (aussi appelées corporations, confréries ou compagnies[réf. nécessaire] de Saint-Luc) étaient des organisations corporatives strictement réglementées de peintres, de sculpteurs et d'imprimeurs, actives depuis le XIVe siècle en Italie (Florence), dans les Pays-Bas (Bruges, Anvers, Utrecht, Delft ou Leyde), les pays rhénans et la France. Comme toutes les confréries professionnelles, elles prirent ce nom en référence à Saint-Luc l'évangéliste, le saint patron des peintres.
En France, ces sortes de confréries religieuses liées à un métier existaient toujours parallèlement aux communautés de métiers, comme celle des peintres et tailleurs d'images à Paris au Moyen Âge. Dans les domaines qu'on appelle aujourd'hui culturels et artistiques, elles prirent à l'époque moderne, en Italie puis en France, le nom d'académie et tendirent à se séculariser. En France l'académie de Saint-Luc fut transformée en Académie royale de peinture et de sculpture.

### Confréries vénitiennes
Les confréries vénitiennes sont des scuole (singulier scuola ; vénitien schola, pl. schole). Ces institutions de la république de Venise étaient consacrées aux corporations d'arts, de métiers et à la dévotion des patrons de ceux-ci.
- La scuola Grande de San Rocco était l'une des plus riches Scuole de Venise, une institution prestigieuse reconnue par le Conseil des Dix, dont le rôle était de lutter contre les épidémies de peste et destinée à aider la population.
- Les autres scuole se répartissaient en :
  - les schole grandi : les associations de charité les plus importantes dans la cité; dotées de grande capacité financière et socialement très importantes vu le grand nombre d'affiliés ;
  - les schole picole : dites petites pour les différencier des grandes, elles réunissaient obligatoirement tous les artisans du même art ou métier; leur nombre fut important. Les arts furent en outre subdivisés par sestiere et ensuite par quartier, donnant ainsi des sièges ou église de réunion différents ;
  - les schole nationali : les nationales furent les associations réservées aux nombreuses communautés étrangères qui vivaient à Venise, où elles tenaient souvent aussi une base commerciale propre, le fontego ;
  - les schole de devozion: les écoles de dévotion furent des associations de citoyens qui se réunissaient à des fins de charité ou pour des raisons d'assistance mutuelle entre les affiliés ; elles se distinguaient à leur tour en fraternelles, compagnies, sovvegni, ces schole sont également subdivisées par sestiere et par quartier, déterminant leur siège ou église de réunion.

## Confréries subsistantes à l'époque contemporaine

### Confréries militaires
En France, le bataillon des canonniers sédentaires de Lille est l'unique descendant des confréries militaires. Créée le 2 mai 1483, la « confrérie des Canonniers et couleuvriniers » de Lille est alors appelée confrérie de Sainte Barbe. Son nom actuel lui est donné par Napoléon Bonaparte en 1803, en récompense de sa résistance face aux Autrichiens lors du siège de Lille de 1792.
Dans l'Espagne médiévale, une Hermandad, signifiant « fraternité », désigne une confrérie d'hommes armés formée contre le meurtre et le pillage, et qui fut plus tard organisée administrativement.
Dans les Pays-Bas des époques médiévale et moderne, une schutterij est une milice citoyenne destinée à protéger la ville ou la cité d'une attaque, d'une révolte ou d'un incendie, comme la confrérie des arbalétriers de saint Sébastien, appartenant à la Garde civique d’Amsterdam, peinte par Bartholomeus van der Helst (1653).

### Confréries religieuses

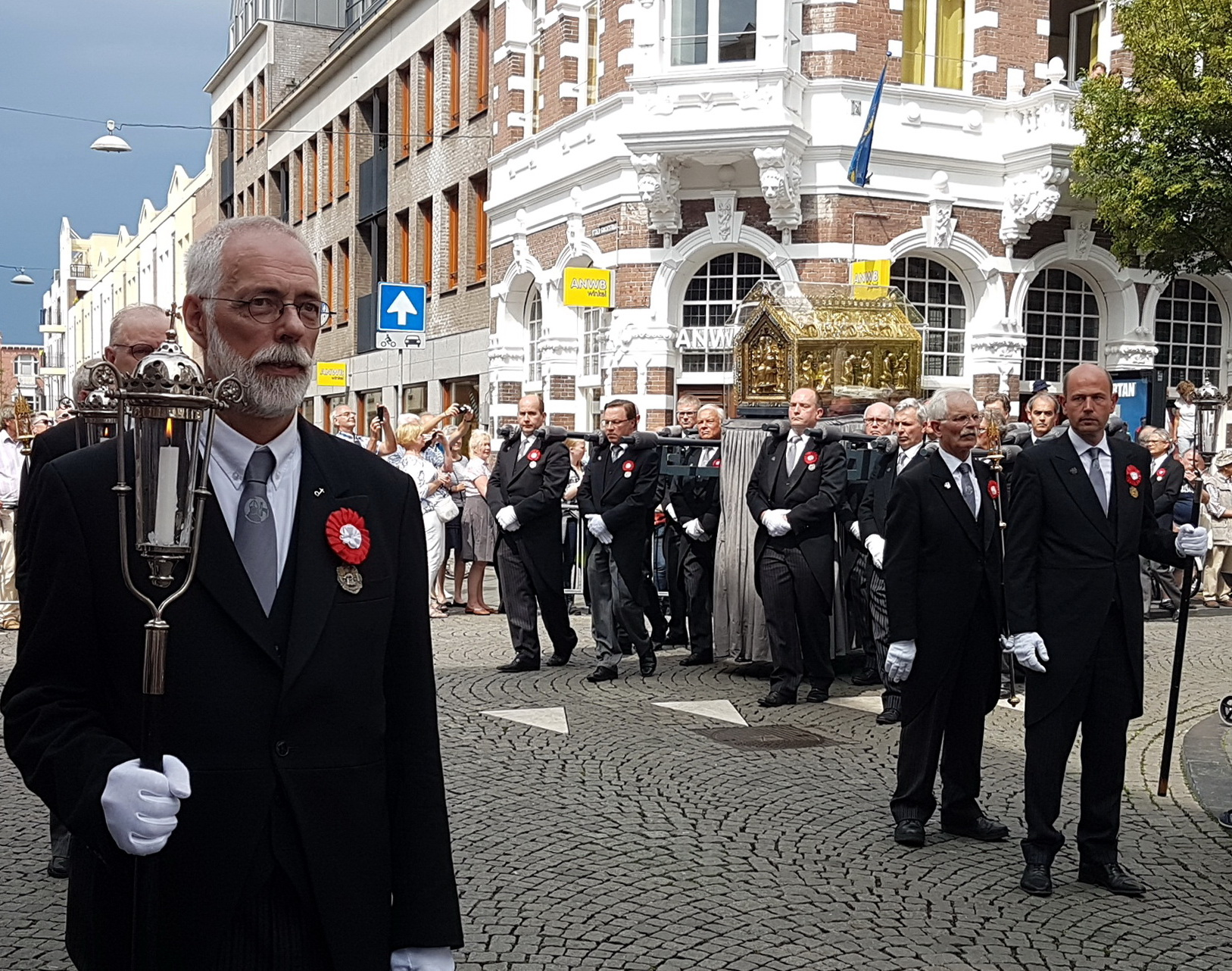
Confrerie de Saint-Servaes, durant solemne procession

Le terme de « confrérie », au sens religieux, existe toujours. Dans le passé, les confréries étaient fréquemment des associations d’entraide, soit affiliées à une église, soit formées de membres d'une même profession. Dans ce cas, ce sont plutôt des corporations. Au XVIIIe siècle encore, on dénombrait pratiquement une confrérie par paroisse, notamment à la campagne. Parmi les confréries qui existent toujours, il y a par exemple :

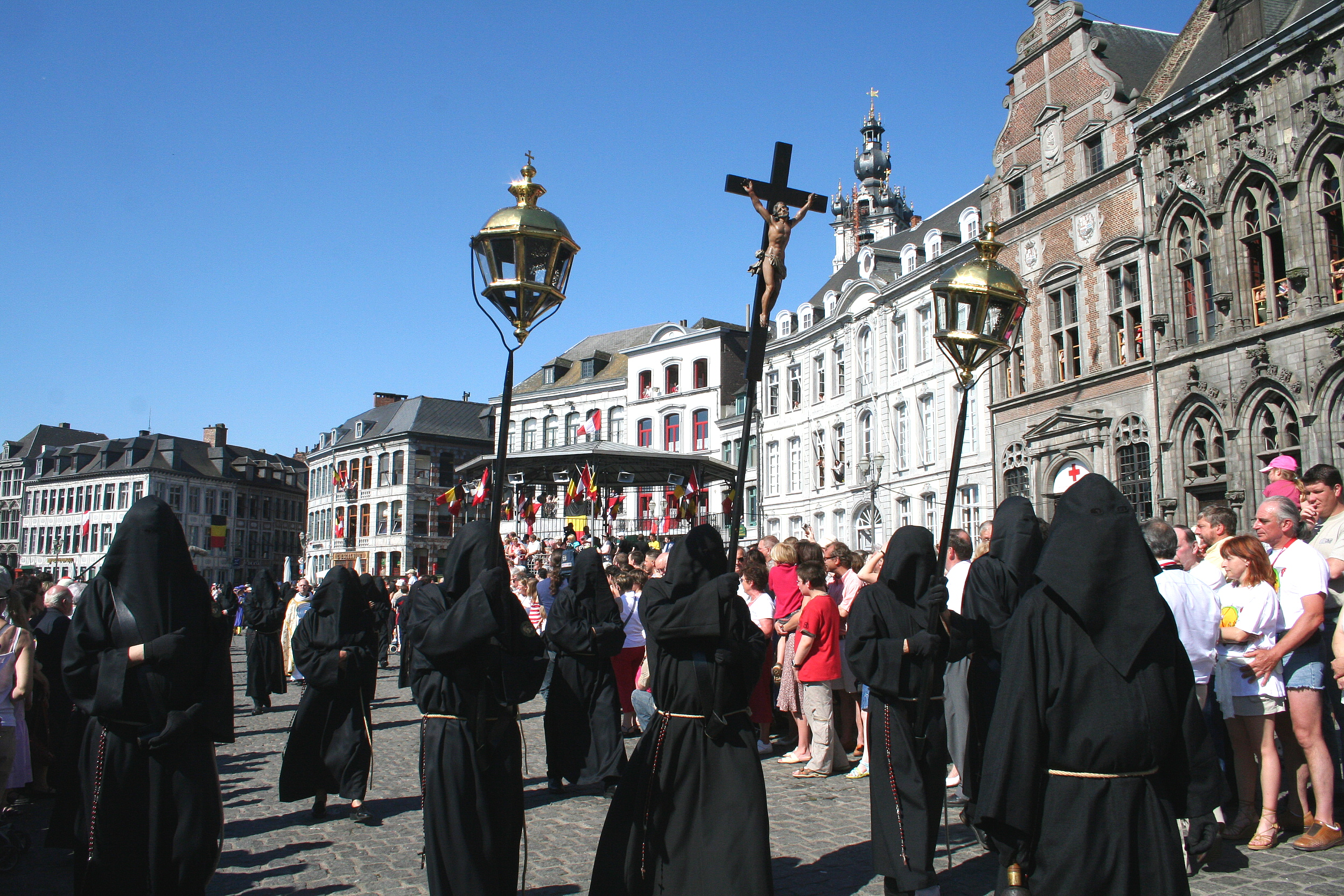
Les « Beubeux de Mons »

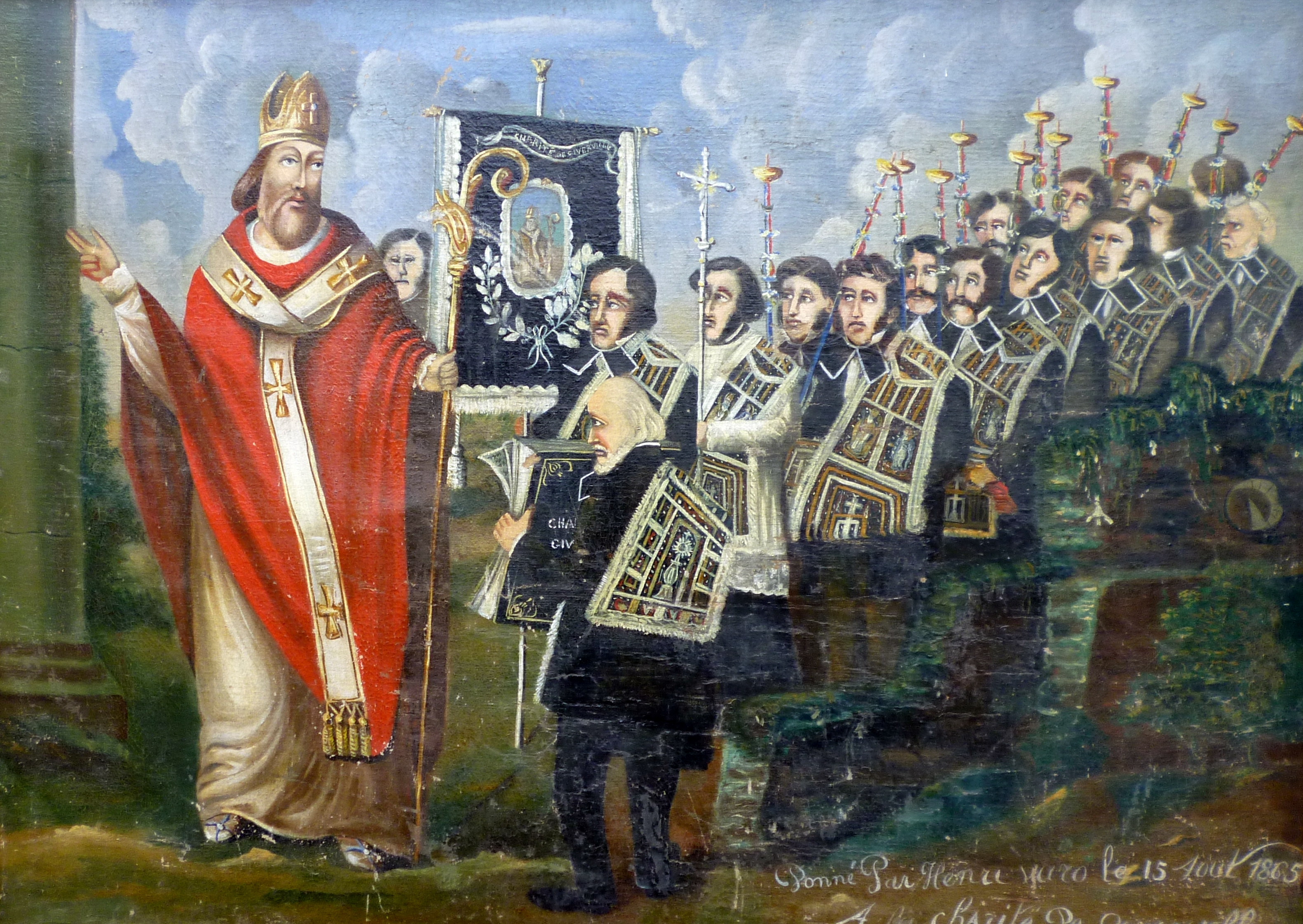
Confrérie de la Charité de Giverville, en 1865

#### Confréries de pèlerinage
- Confrérie de saint Matthieu (de). Depuis le XIe siècle, ces confréries font des pèlerinages vers le sanctuaire de cet apôtre, l'abbaye Saint-Matthias de Trèves, qui est supposée conserver des restes de l'apôtre Matthieu. La tradition des pèlerinages est toujours vivante ;

#### Confréries de pénitents
- Confrérie de la miséricorde. À Mons, la confrérie de la Miséricorde ou confrérie de Saint-Jean Décollé, dite des « Beubeux » défile dans la Procession du Car d'Or. Cette confrérie de pénitents visite les prisonniers, organise des conférences, aide les plus démunis,
- l'Archiconfrérie de la Sainte-Croix de Nice[10] Sociétas Gonfalonis ou Société du Gonfalon, plus connue sous le nom de confrérie des pénitents blancs, est une confrérie de pénitents fondée au début du XIVe siècle. Depuis 1817 elle est reconnue d'utilité publique. Elle s'occupe de gestion d’hôpitaux et de soins aux malades,
- l'Archiconfrérie des pénitents bleus de Nice ou la Société du Saint-Sépulcre ou vénérable archiconfrérie des pénitents bleus de Nice est une confrérie de pénitents d’inspiration franciscaine, fondée au XVe siècle et toujours active aujourd’hui. Elle s'est longtemps impliquée dans le soin des lépreux, la gestion d’hôpitaux, d’un mont-de-piété et d’un orphelinat pour filles, mais la première mission charitable établie par ses fondateurs est l'engagement pour la Terre sainte ;
- Confrérie saint Sébastien de Rheinfelden (de). Elle est née en 1541 comme confrérie pendant l'épidémie de peste à Rheinfelden et est nommé d'après saint Sébastien, protecteur contre la peste ;
- Confrérie Cornélius : une Confrérie Cornélius (de) a pour objectif d'honorer la mémoire du pape Corneille († vers 253), le vingt et unième pape. On connaît en tout 23 confréries Cornélius, dont dix-neuf aux Pays-Bas, sept en Allemagne et six en Belgique. La plupart se trouvent dans des communes qui possèdent une église dont le patron est saint Corneille ;

#### Confréries de dévotion et d'intercession

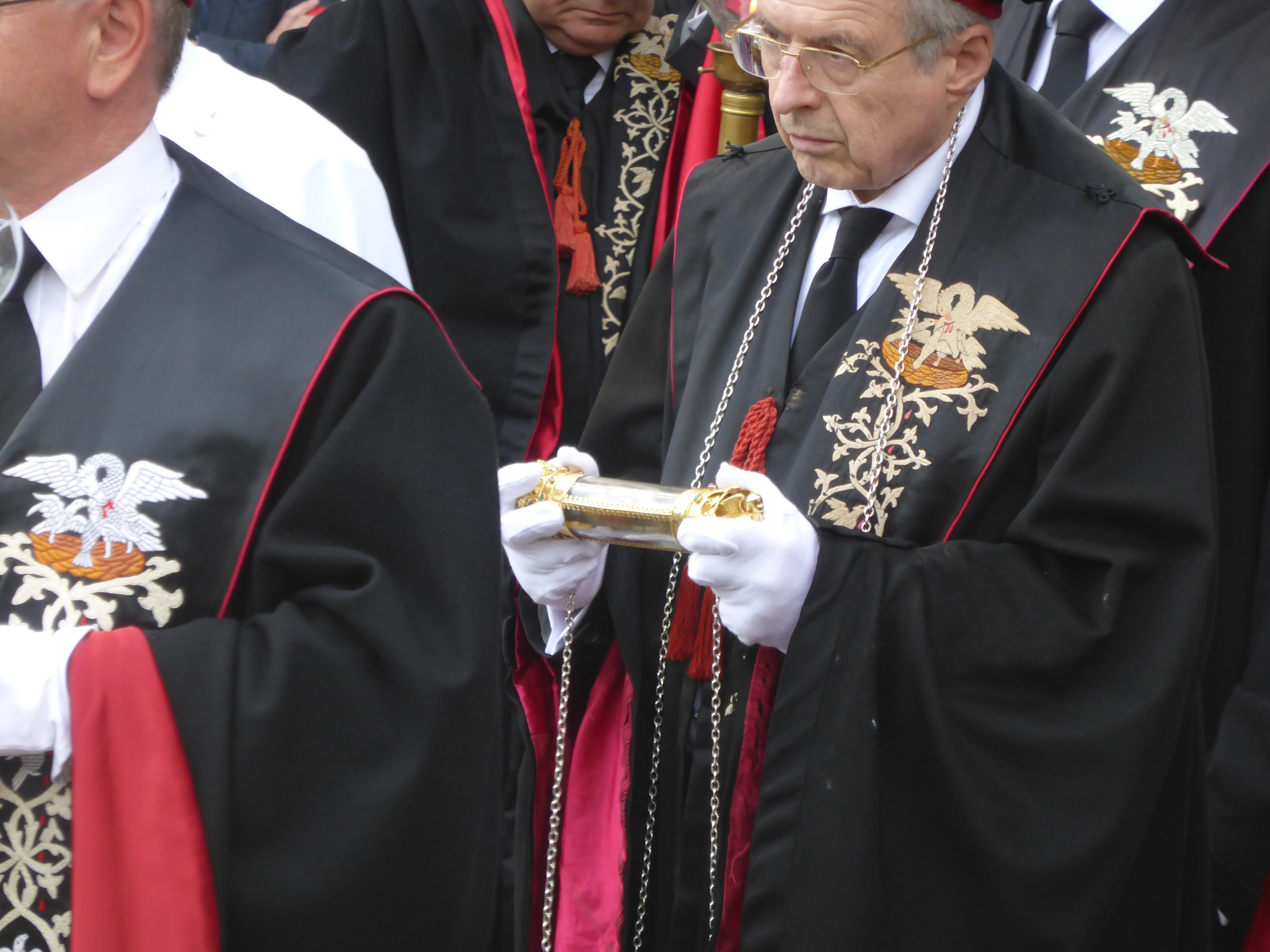
Procession de la confrérie du Saint-Sang à Bruges en mai 2015

- Archiconfrérie Saint-Michel (de). L'archiconfrérie, de son nom complet Bruderschaft des hl. Erzengels und Himmelsfürsten Michael, est une association catholique d'ecclésiastiques et laïcs dont l'objectif est la vénération de l'archange Michel. Fondée en 1693, elle a eu, à son apogée au XVIIIe siècle, jusqu'à 100 000 membres ; la noblesse était surreprésentée. Elle en compte actuellement environ 800 ;
- Confrérie du Rosaire : les confréries du Rosaire sont des associations catholiques réunissant des personnes pour prier le Rosaire ;
- Compagnie du Saint-Sacrement : c'était une société catholique fondée en 1630 par Henri de Levis, duc de Ventadour, et dissoute par Louis XIV en 1666 ;
- Confrérie du Saint-Sang. La Confrérie noble du Saint-Sang à Bruges, fondée peu après 1400, est une des plus anciennes confréries religieuses belges. Elle emmène lors de la Procession du Saint-Sang chaque année au mois de mai la relique du Saint Sang rapportée de Terre Sainte ;
- Orthodoxe Fraternität in Deutschland (de). C'est le nom d'une confrérie pan-orthodoxe portée principalement par des laïcs qui réunit des chrétiens orthodoxes et des amis de l'orthodoxie chrétienne ;
- la Confrérie de la Cinquième Douleur, confrérie catholique de Séville ;
- la grande confrérie de saint Martial, fondée en 1356 et toujours existante de nos jours, est une compagnie de laïcs de Limoges qui a reçu pour vocation d'honorer et de participer au culte de saint Martial. Elle est considérée comme la mère de toutes les confréries limousines étant aujourd'hui la plus ancienne dans ce diocèse et gardienne des reliques du premier évêque dont elle a la charge des ostensions.
- confrérie catholique de Séville.
- la Confrérie de Saint Loup (Limoges) Fondée en 1153 elle organise la vénération de l'Evêque de Limoges Saint Loup en la basilique Saint-Michel-des-Lions.

### Confréries de la semaine sainte

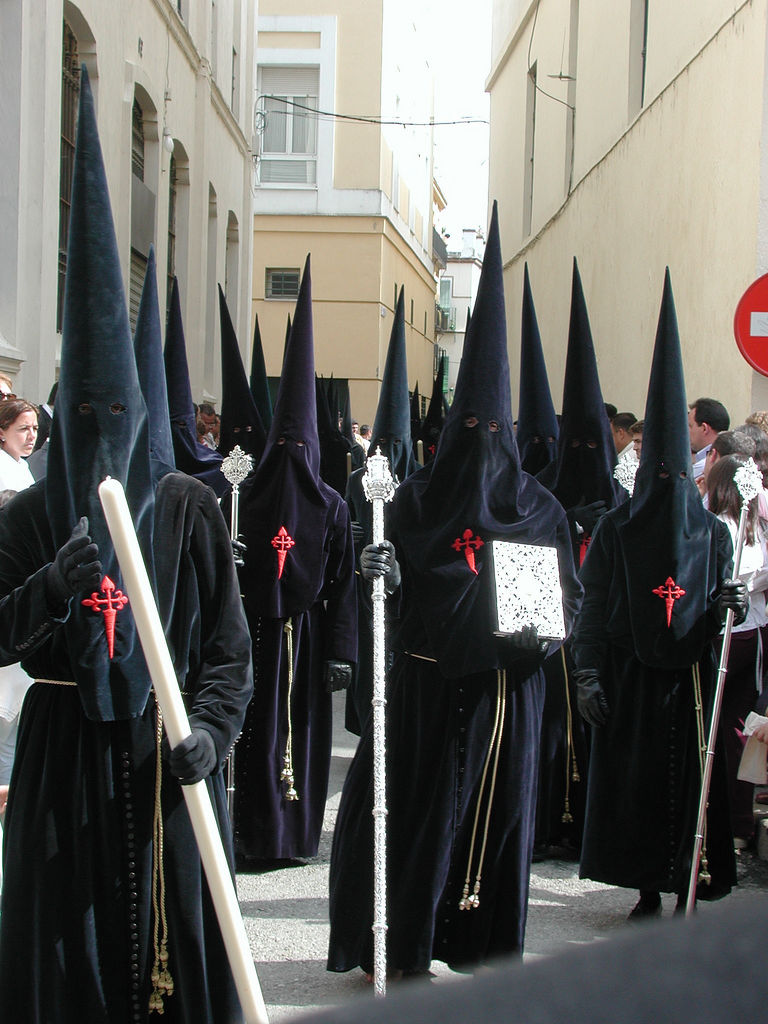
Nazarenos de la Hermandad de la Carretería lors de la Semana Santa à Seville

- À Séville, durant les huit jours de la Semaine sainte, soixante confréries (Hermandades et Cofradías) sortent en procession pour se rendre à la Cathédrale, conclure leur station de pénitence, avant de revenir vers leur point de départ.
- À Viveiro, ville de Galice en Espagne, durant la Semana Santa de Viveiro, nom officiel de la célébration religieuse de la semaine sainte, huit confréries (Hermandades et Cofradías) sortent en procession dans les rues de la ville.
- À Saragosse, plusieurs confréries participent aussi aux processions, comme la Confrérie de l'Humiliation de Jésus, Sanctissime Marie de l'Amertume, Saint Philippe et Jacques le Mineur.
- À Palencia, il existe huit confréries (la plus ancienne fut fondée en 1407 et s'appelle la Cofradía del Santo Sepulcro, San Juan Bautista y Archicofradía de las Cinco Llagas de San Francisco) qui dirigent les processions. Elles possèdent environ quarante chars (les pasos) qui défilent, durant la Semaine sainte, depuis le Samedi de la Passion jusqu'au Dimanche de Pâques.
- À Braga, au Portugal, la Semana santa est la procession religieuse la plus importante de la ville, et l'une des plus célèbres du Portugal. Durant les huit jours dédiés à la Passion du Christ, les confréries (confrarias) sortent en procession pour se rendre à la cathédrale, et revenir vers leur point de départ. Chacune de ces congrégations conduit lors de son long cheminement ses pasos, autels portés à dos d'hommes.

### Confréries caritatives
- La Confrérie Saint-Christophe est une association de l'« amour chrétien du prochain ». C'est une association purement caritative, de grande envergure, avec plus de 18 000 membres en 2011. Parmi les membres illustres, il y a Juan Carlos d'Espagne, Beatrix des Pays-Bas, des membres de la famille royale saoudienne ou les princes du Liechtenstein. Le siège de la confrérie est l'hospice Saint-Christophe d'Arlberg au Tyrol.
- Confrérie Kaland (de) désigne une confrérie de bourgeois aisés ayant pour objectif des bonne œuvres. Ces confréries étaient largement répandues dans de nombreuses villes au Moyen Âge. Le mot Kaland vient du mot latin kalendae. Il désigne le premier jour du mois, et fait référence à l'usage des membres d'une confrérie Kaland de se retrouver régulièrement ce jour-là.
- La Confrérie de l'Arche (ou Confrérie de l'Arche du Saint-Esprit, ou encore Confrérie du Saint-Esprit) est une œuvre caritative fondée au XIIe siècle. Composée uniquement de laïcs, la confrérie de l'arche du Saint-Esprit fut créée par Guy de Montpellier dans le but de réunir toutes les personnes souhaitant aider les pauvres, les malades et les orphelins. Il fonda aussi à la même période l'Ordre des Hospitaliers du Saint-Esprit.

### Confréries civiles
- Les loges maçonniques sont parfois identifiées comme ce type de confrérie[11]. Céline Bryon-Portet qui dirige des travaux de recherche au laboratoire d'études et de recherches appliquées en sciences sociales à l'Université de Toulouse, la qualifie de « confrérie associationniste »[12]. Le rapport qu'elles entretiennent avec d'autres confréries fait l'objet d'études d'historiens depuis plusieurs années[13].
- Confrérie de la Cuillère, ligue chevaleresque, vers 1527-1536.

## Confréries de dégustation

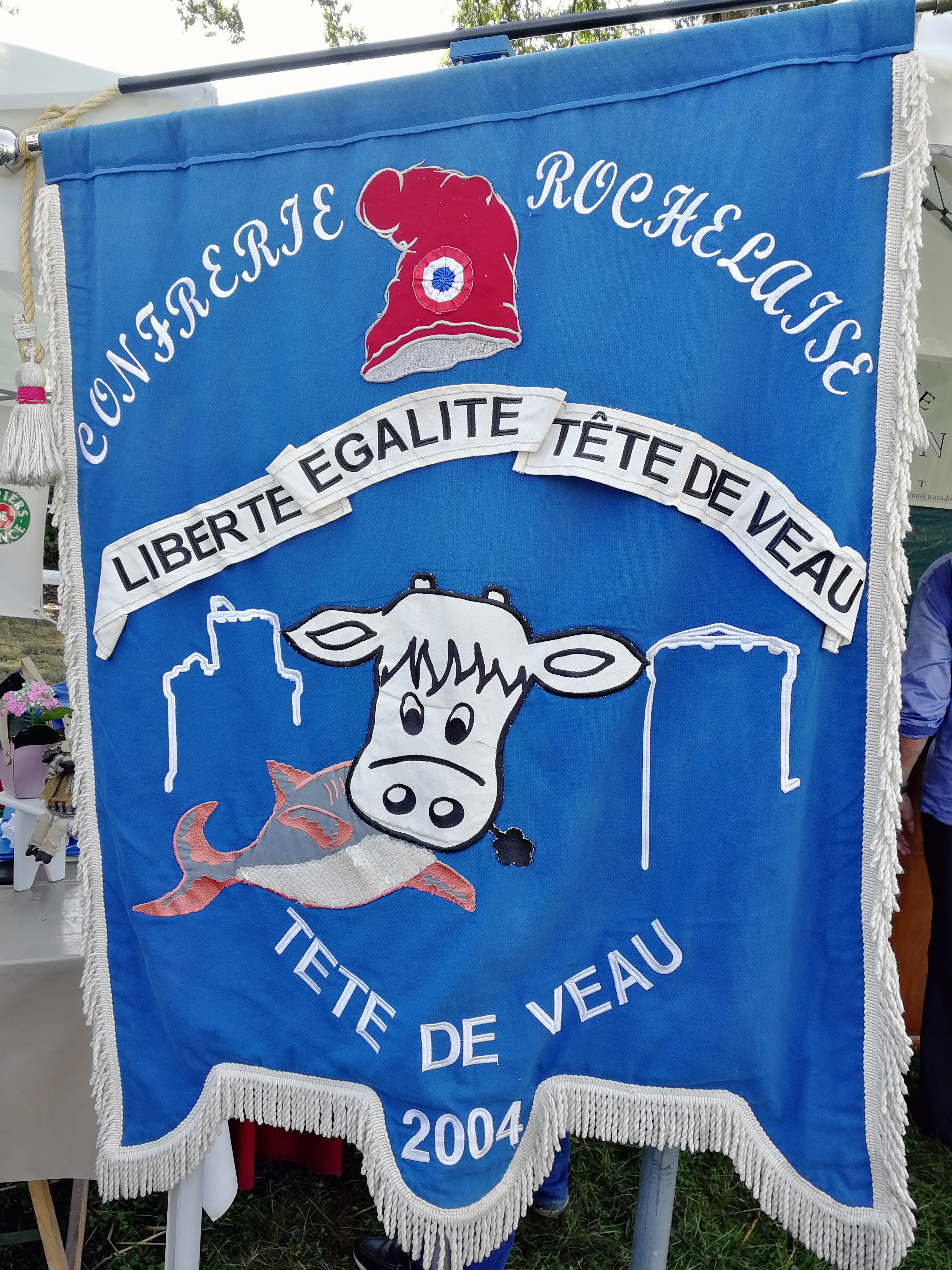
Bannière de la Confrérie rochelaise de la tête de veau

### Confréries gastronomiques internationales
- La Guilde internationale des fromagers dite confrérie de Saint Uguzon

### Confréries bachiques ou vineuses françaises
- Commanderie des Costes du Rhône

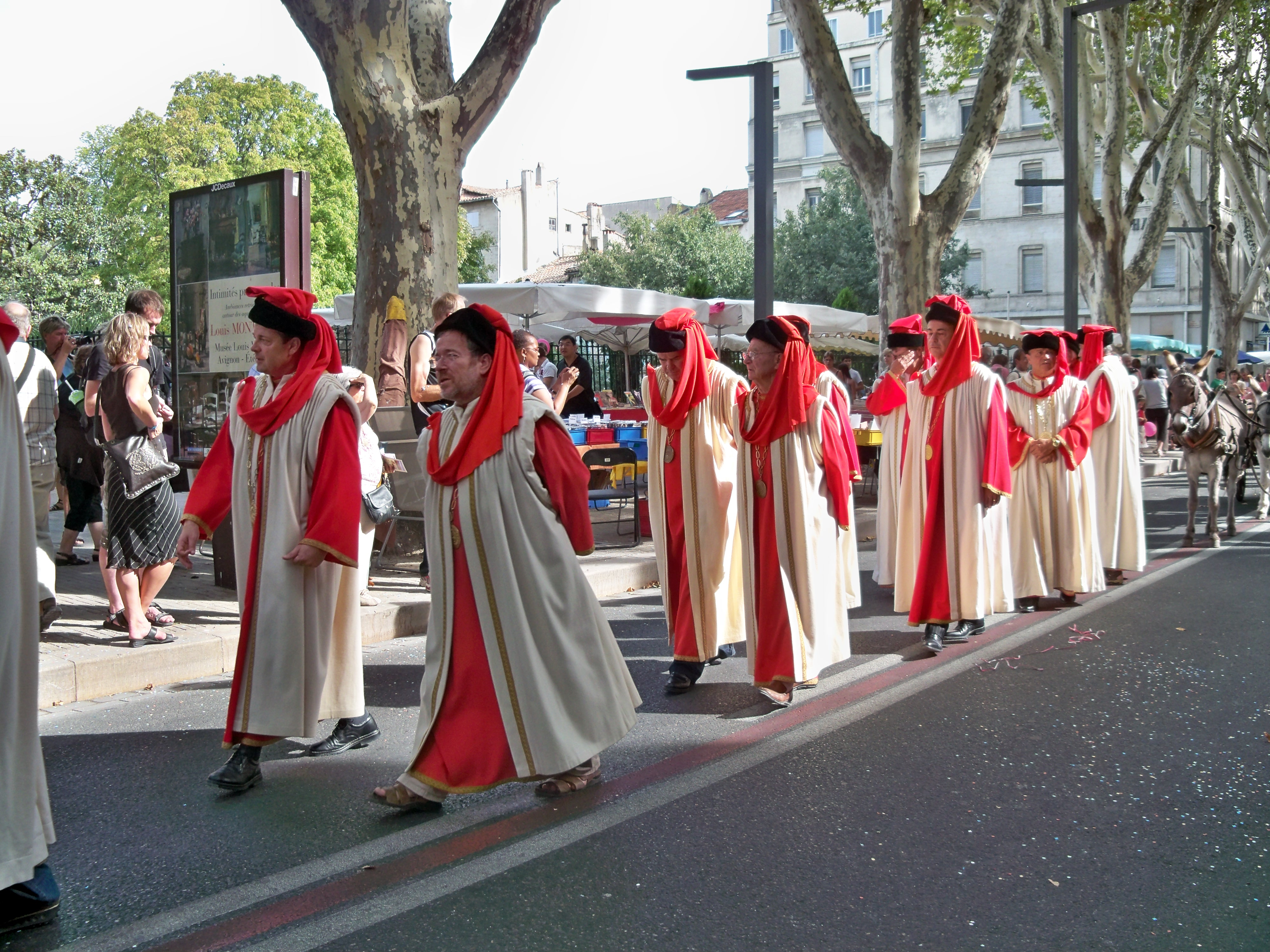
Défilé de la Commanderie des Costes du Rhône

- Confrérie de la Saint-Vincent et disciples de la Chanteflûte.
- Confrérie des Chevaliers du Tastevin.
- Confrérie des Fins Gousiers d'Anjou.
- Confrérie Royale du Château de la Fenouillime à Fleury d'Aude.
- Confrérie des Chevaliers du Sacavin d'Anjou et de Saumur
- Confrérie du Cassis de Dijon.

### Confréries gastronomiques françaises
Chaque année à Charleville-Mézières le premier dimanche de mai se déroule le festival des confréries.

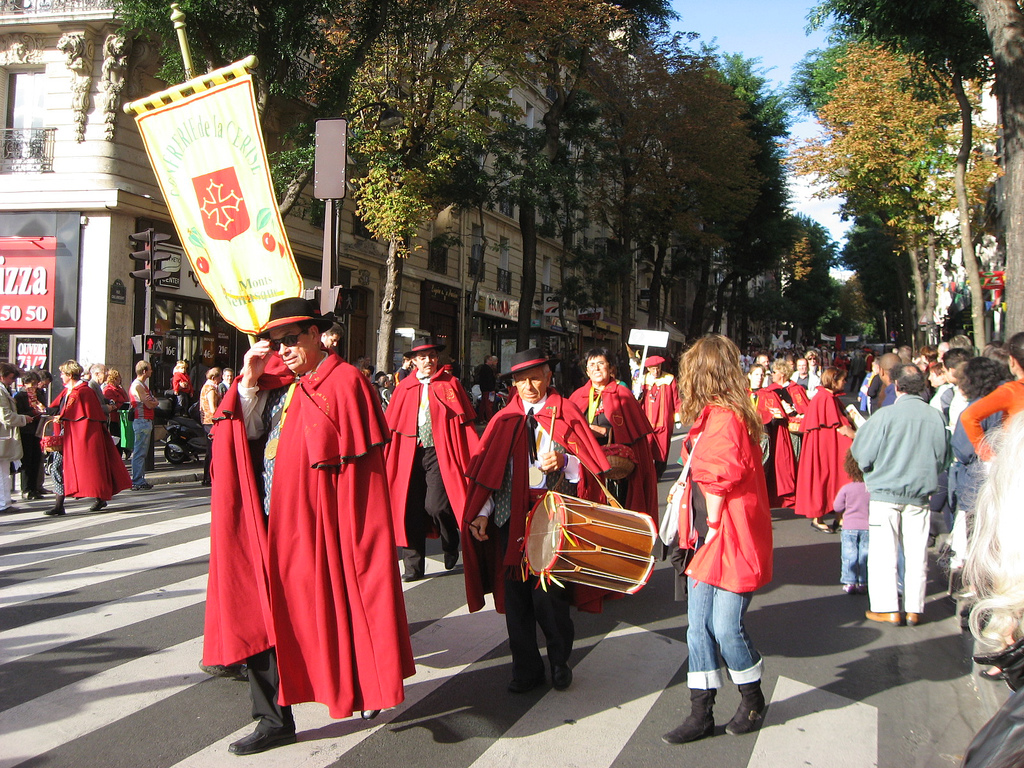
Confrérie de la cerise de Venasque

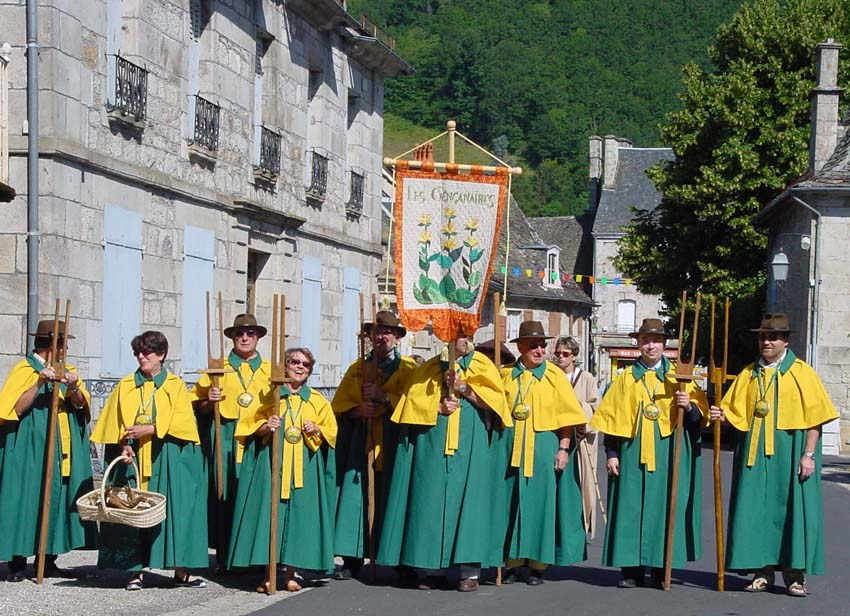
Confrérie des Gençanaires

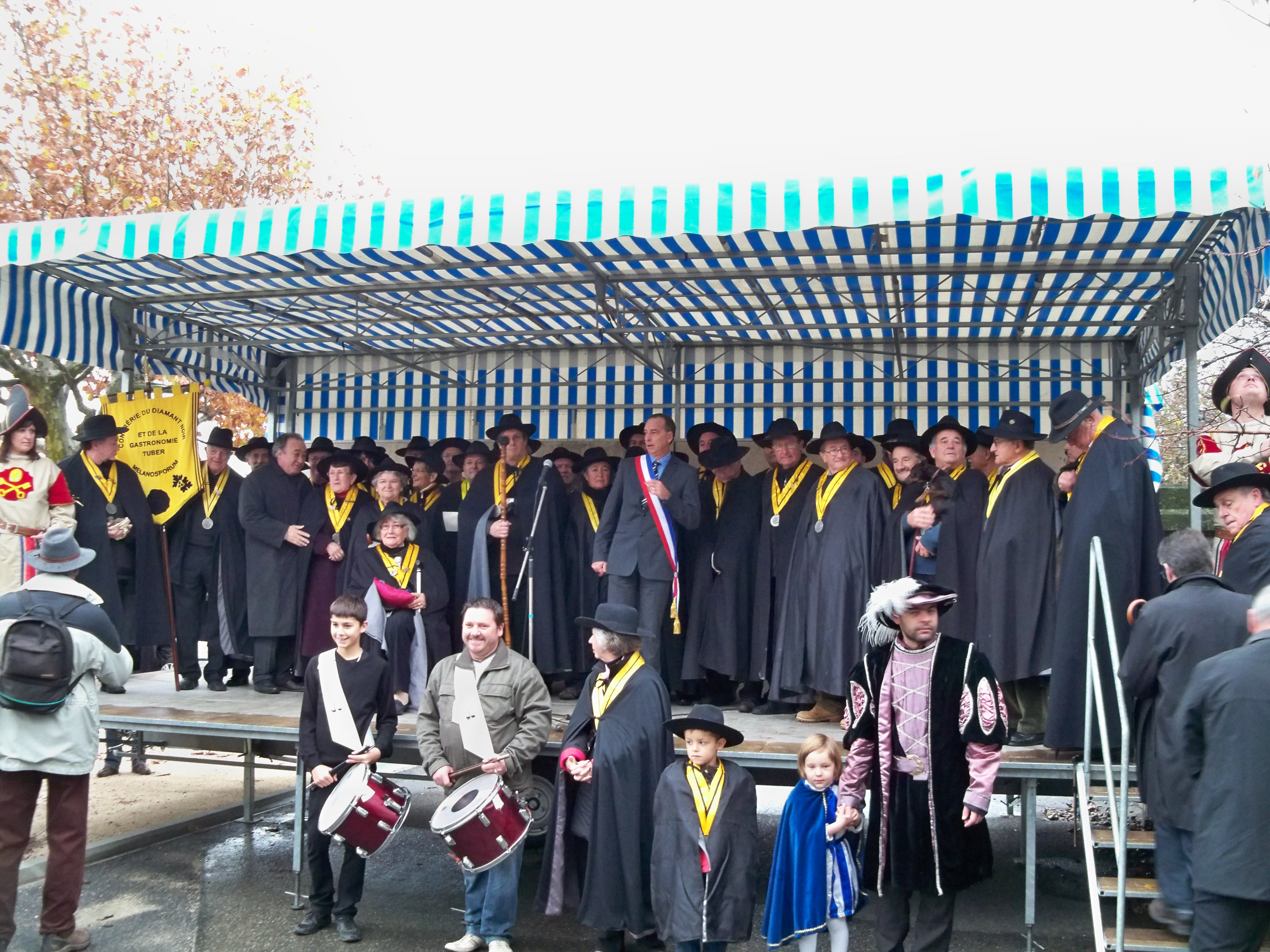
Confrérie du Diamant noir et de la Gastronomie

- Confrérie Cassine des chevaliers de Saint-Jacques de Montebourg
- Confrérie de la cerise de Venasque
- Confrérie de la fenouillime à Fleury d'Aude
- Confrérie de la figue noire de Caromb
- Confrérie de la fraise de Carpentras
- Confrérie de la Gastronomie de Flers
- Confrérie de la Jubilation, les 40 pilons d'oie, de Toulouse.
- Confrérie de la prune et de la quetsche Lorraine à Farébersviller[14]
- Confrérie de la tête de veau
- Confrérie de la Teurgoule et Fallue de Normandie à Houlgate
- Confrérie de La Tripière d'or à Caen
- Confrérie de La Tripière Fertoise à La Ferté-Macé dans l'Orne
- Confrérie de l'académie universelle du cassoulet
- Confrérie de l'ail de Piolenc
- Confrérie de l'escargot ariégeois
- Confrérie de l'or blanc à Salins-les-Bains
- Confrérie des bois et plants de vigne de Caromb
- Confrérie des chevaliers de la Coquille Saint-Jacques des Côtes d'Armor[15]
- Confrérie des chevaliers de l’Aïet à Fuveau
- Confrérie des chevaliers des rillettes sarthoises à Mamers
- Confrérie des chevaliers du brie de Melun
- Confrérie des chevaliers du camembert
- Confrérie des chevaliers du goûte-andouille, à Jargeau
- Confrérie des chevaliers du goûte-boudin à Mortagne-au-Perche[16]
- Confrérie des Chevaliers du Livarot à Livarot
- Confrérie des Chevaliers du Pont-l'évêque à Pont-l'Évêque
- Confrérie des chevaliers du taste-fromage de France
- Confrérie des chevaliers du taste-oignon de Mantes
- Confrérie des compagnons du boudin Blanc à Essay
- Confrérie des Fins Gourmets de Longny-au-Perche
- Confrérie des Fins Goustiers du Pré-Bocage de Noyers-Bocage
- Confrérie des fins goûteurs de Charolais[17]
- Confrérie des gençanaires à Riom-ès-Montagnes
- Confrérie des Gouste Bourdelots du Bocage Athisien à Athis-de-l'Orne
- Confrérie des Goustiers de Falaise
- Confrérie des Mouögeous d'carottes de Crianches à Créances
- Confrérie des rillons et rillettes de Touraine
- Confrérie des Talmeliers du Bon Pain de Saint-Martin de Touraine
- Confrérie des Talmeliers du Bon Pain du Calvados
- Confrérie des Tastes-Framboises de Saulxures-sur-Moselotte
- Confrérie du gâteau basque à Cambo-les-Bains
- Confrérie du cassoulet de Castelnaudary
- Confrérie du cervelas aiglon, à L'Aigle
- Confrérie du club sandwich (réservée aux femmes)
- Confrérie du diamant noir et de la gastronomie à Richerenches, confrérie de la truffe
- Confrérie du dindon de Varaignes
- Confrérie du Grand Ordre du Trou normand des Calvados, Cidres et Pommeau
- Confrérie du Landenon
- Confrérie du pâté aux pommes de terre bourbonnais à Montmarault
- Confrérie gourmande du macaron et de la bergamote de Nancy[18]
- Confrérie du Taste Vin de Vaucluse à Carpentras

- Confrérie Piperia la Galette de Pipriac[19]
- Docte collège des maîtres de la truffe et du foie gras du Périgord
- Ordre du melon de Cavaillon

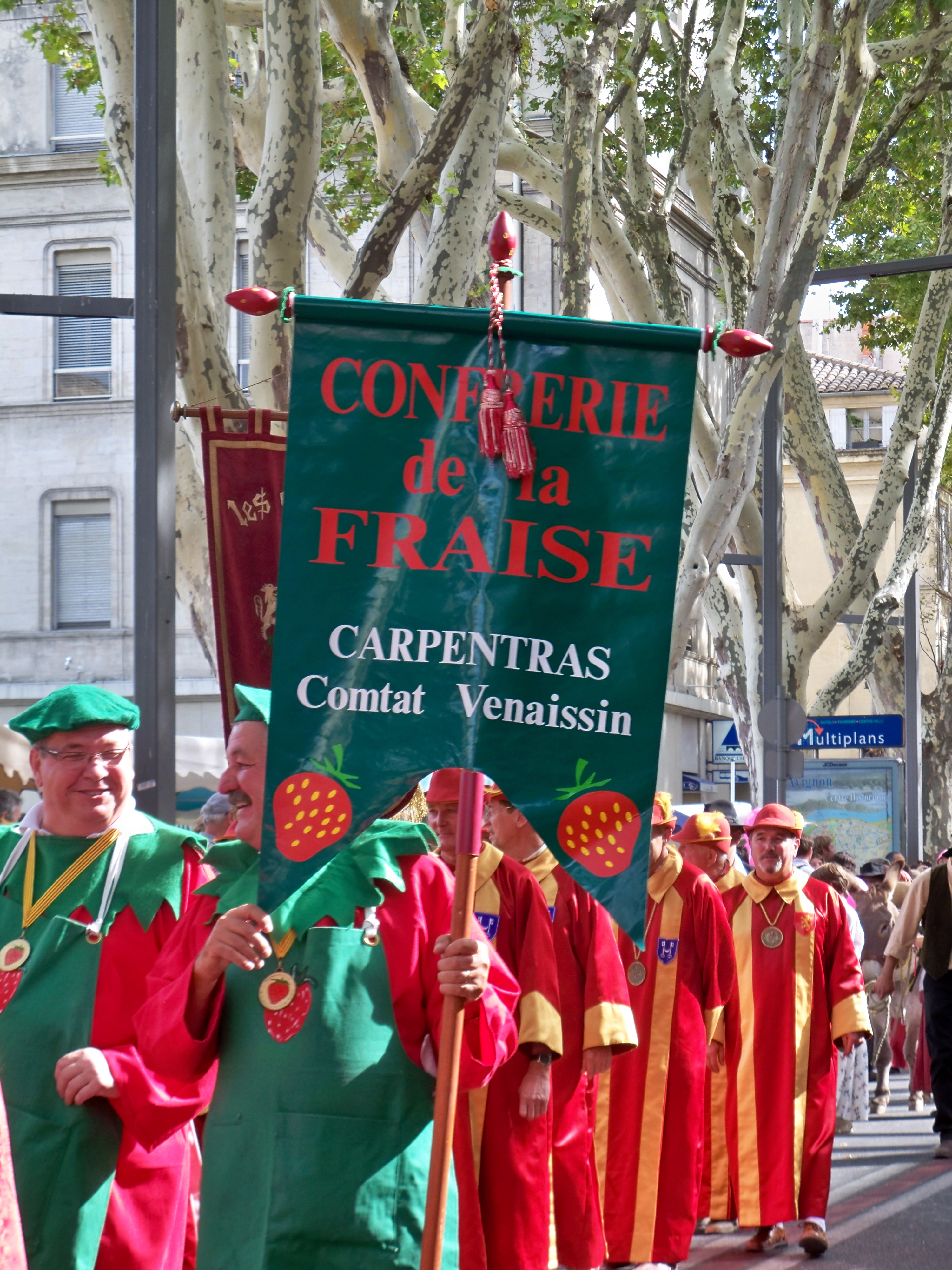
Confrérie de la fraise de Carpentras
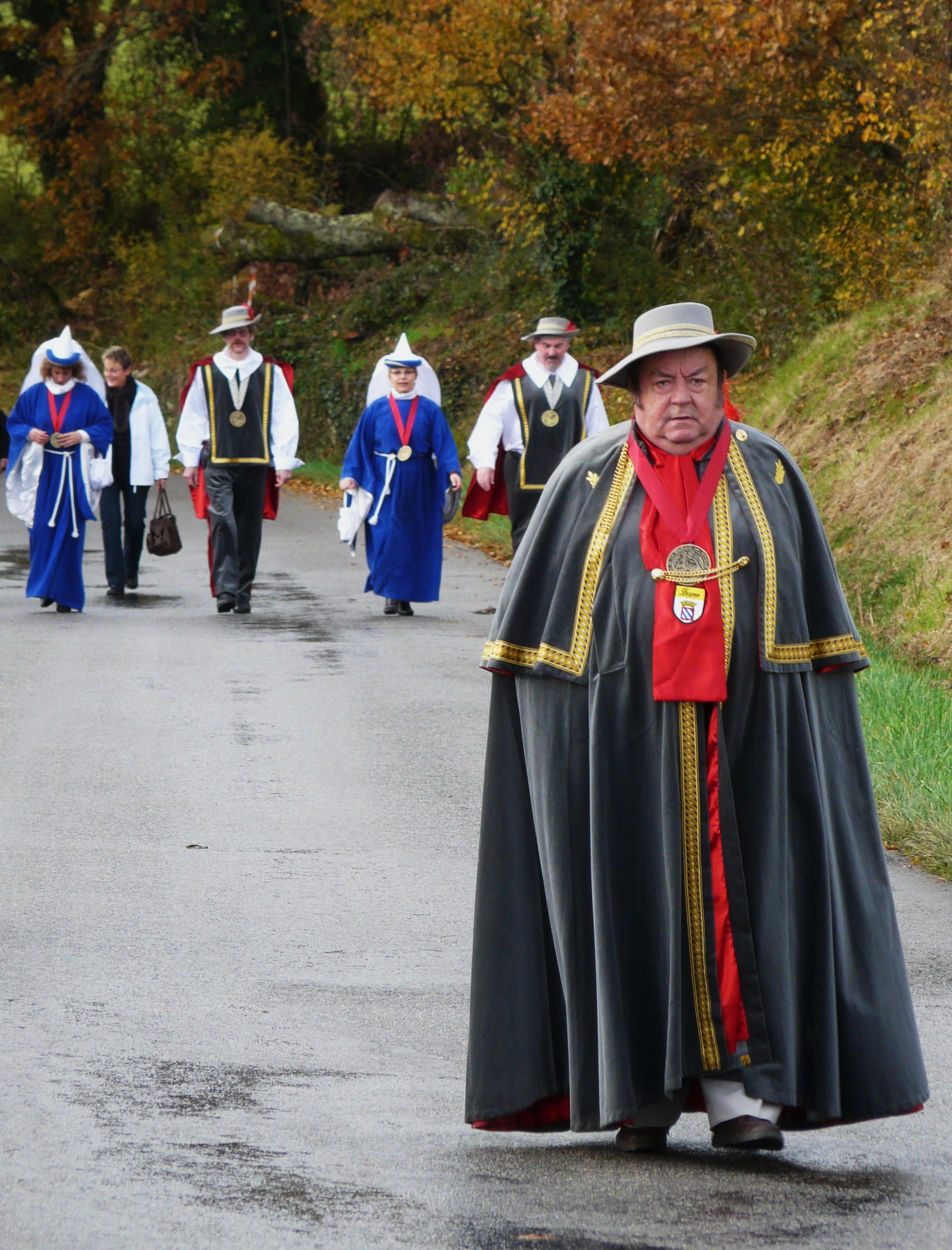
Confrérie du dindon de Varaignes
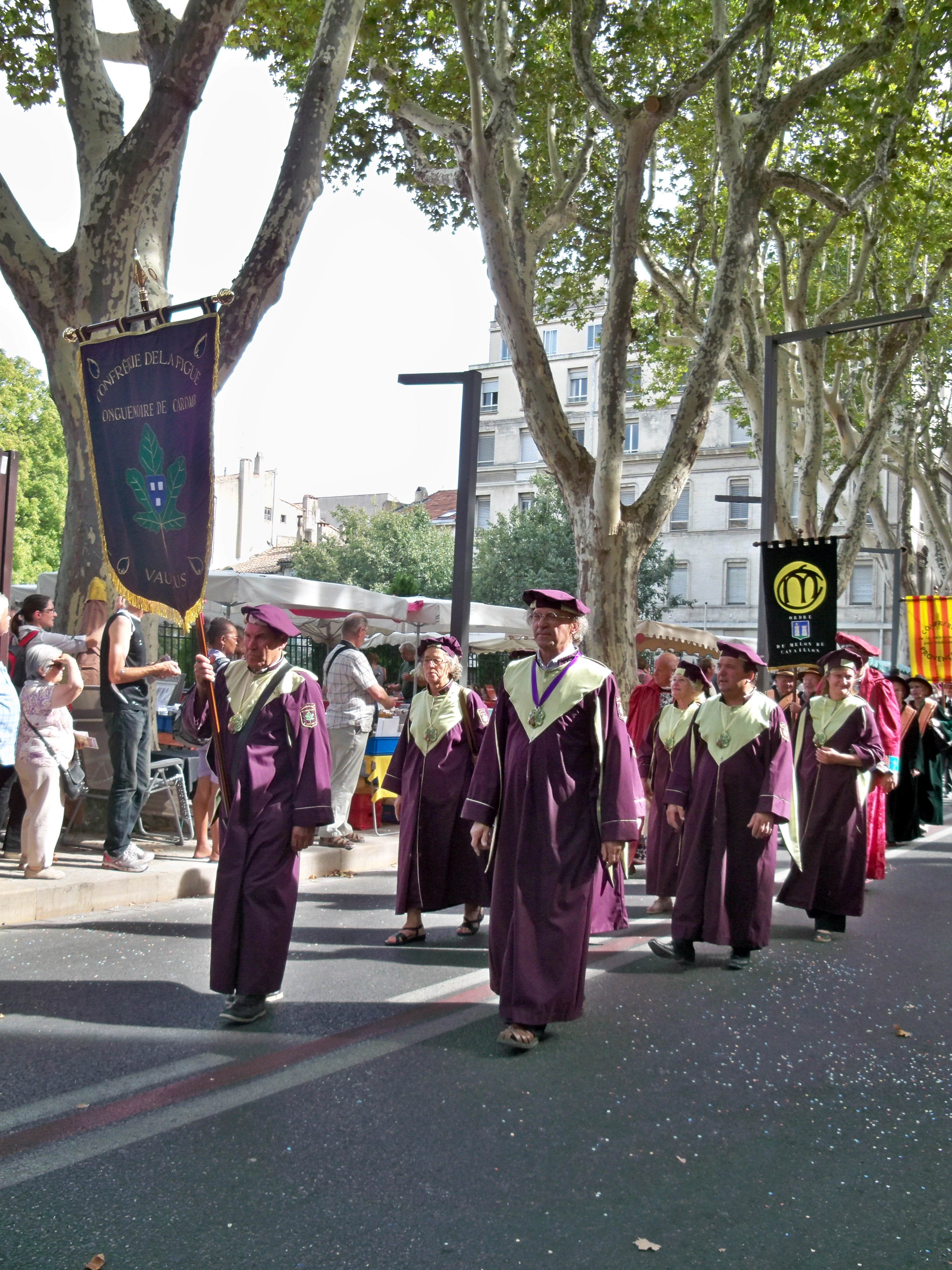
Confrérie de la figue noire de Caromb
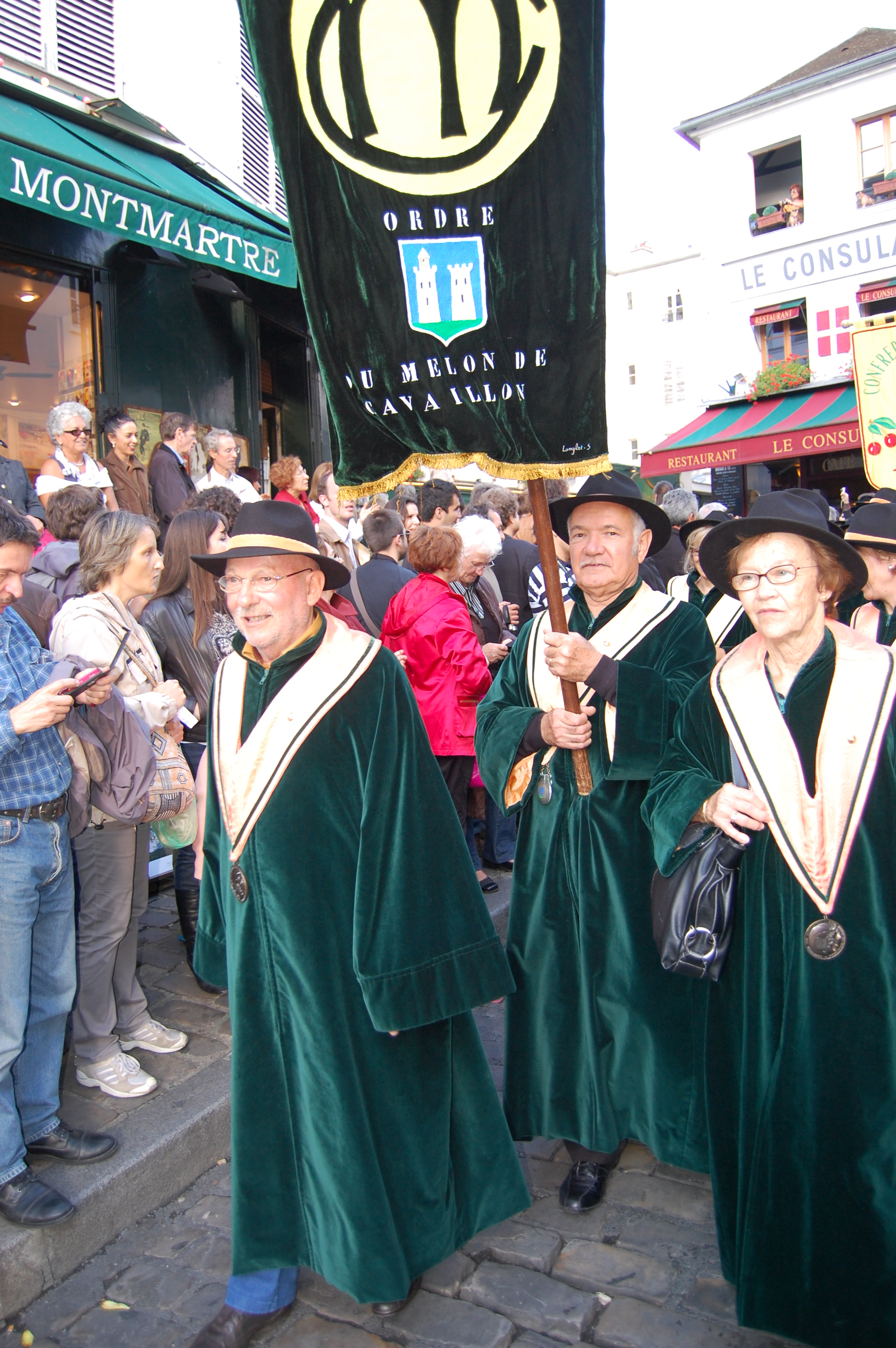
Ordre du Melon de Cavaillon
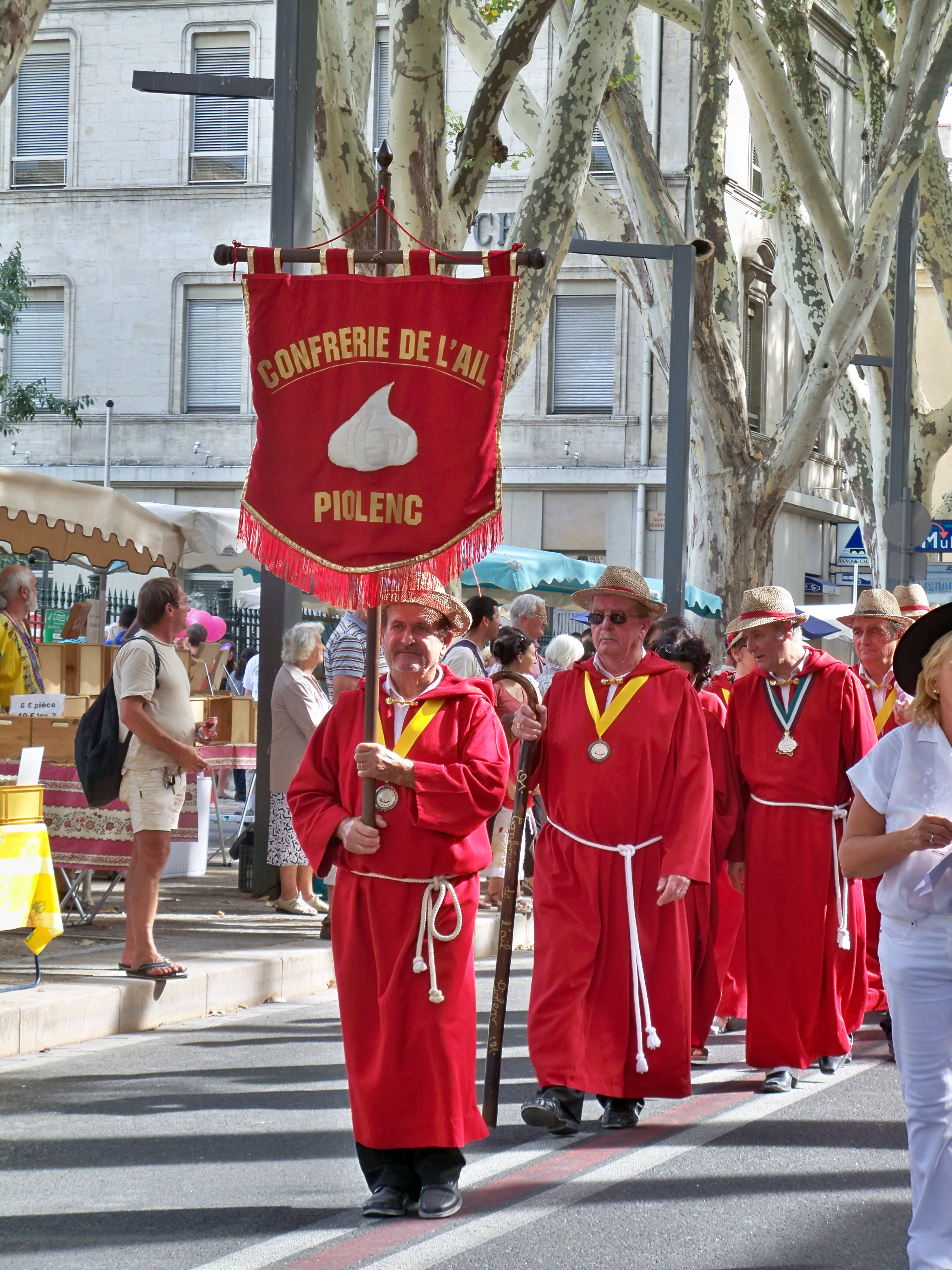
Confrérie de l'ail de Piolenc

### Confréries gastronomiques belges wallonnes et bruxelloises
- Confrérie de Jean de Nivelles
- Confrérie de la bière Betchard de Tubize
- Confrérie de la Cervoise d'Anthines
- Confrérie de la Djaye de Tellin
- Confrérie de la fraise de Votem
- Confrérie de la gaufre liégeoise "La Strème"
- Confrérie de la seigneurie du remoudou
- Confrérie de l'ordre du cochon Piétrain[20]
- Confrérie de l'ortie
- Confrérie dè Magneu Makêye
- Confrérie dèl Crolèye djote di Warou
- Confrérie del Seigneurie de Vervî-riz (dôrêye)
- Confrérie des Blancs Gilets Mougneux d'Hatches de Grez-Doiceau
- Confrérie des Champignons de Folx-les-Caves
- Confrérie des Chevaliers de la Coutellerie de Gembloux
- Confrérie des Chevaliers de Porte-Cheville (saucisse de Morteau)
- Confrérie des chevaliers del Fricassèye de Chèvremont
- Confrérie des Gentes Dames de la tarte aux Macarons de Ciney
- Confrérie des Hostieux Moines de l'Abbaye de Villers-la-Ville
- Confrérie des Magneûs d'Parbolèts d’Bwès-Borsu (Pomme de terre + apéritif)
- Confrérie des Maîtres Brasseurs et Distillateurs de Wallonie
- Confrérie des Mollassons de Warnant
- Confrérie des Mougneûs d'Vête Trëpe d'Orp-le-Petit
- Confrérie des Mougneux d'Coutches et les Géants de Dinant
- Confrérie des Poires de Saint R'Mèy
- Confrérie des Sossons d'Orvaulx[21] (Orval)
- Confrérie des vignerons du Petit-Bourgogne
- Confrérie des Vins de Fruits d'Ottignies
- Confrérie du Francs Thour Nostre Dames de Chiney (Ciney)
- Confrérie du Gay Boulet
- Confrérie du Grand Apier de Tilf
- Confrérie du lev'gos
- Confrérie Royale des Zigomars (Virton)
- Confrérie du Maitrank[22] (Arlon)
- Confrérie du Stofé de Wavre
- Confrérie du Tire-Bouchon de Rixensart
- Confrérie Tchantchès (Liège)
- Confrérîye dèl Târte al Djote (Nivelles)
- Confrérîye dèl Târte au Crastofé (Ittre)
- Confrériye Li Pireye di Licint
- Confrérye del Blanke Doreye de Djodogne
- Consœurie des Secrets de Dame-Gertrude (Nivelles)
- Gilde Saint-Christophe de Racour
- Les Compagnons du Witloof d'Evere
- Ordre de la Caricole de Bruxelles
- Ordre des Kuulkappers de Saint-Gilles
- Ordre du Blanc bleu belge
- Ordre du Faro de Bruxelles
- Ordre du Malt de Hannut

#### Autres confréries wallonnes
- Confrérie des archers de Sainte-Christine
- Confrérie de Saint-Vincent
- Confrérie des Clawtî Benne-Houssèye
- Confrérie des Disciples de Charlemagne
- La Confrérie du Duché D'Austrasie
- La Confrérie de la Gâte d'Or

#### Autres confréries belges
- Confrérie Nationale des Chauves de Belgique
- Ordre de Manneken-Pis de Bruxelles
- Ordre des Moustaches de Bruxelles

## Fraternités estudiantines
Très répandues dans le système universitaire anglo-saxon ainsi qu'en Belgique, il en existe aussi ailleurs.

## Confréries de fiction
La notion de confrérie a également été reprise dans des œuvres de fiction telles que romans, bandes dessinées, jeux de rôle et dans l'humour populaire, par exemple :
- Confrérie des mauvais mutants.
- Confrérie des Assassins (Assassin's Creed).
- Confrérie des Pirates (Pirates des Caraïbes : Jusqu'au bout du monde).
- Confrérie du Nod (Command and Conquer).
- Confrérie des maris trompés.
- Confrérie de l'acier (Fallout).
- Confrérie noire (The Elder Scrolls).
- Confrérie "BETA" (American Pie : Campus en folie).
- Confrérie des Braves (Amos Daragon).
- Confrérie des Chevaliers de l'insolite (Strom d'Emmanuelle et Benoît de Saint Chamas).
- Confrérie des tailleurs de pierre (Homer le grand, 12e épisode de la saison 6 des Simpson)